# Dania Gutiérrez
Dania Gutiérrez Ruiz (Ciudad de México) es una bioingeniera mexicana especializada en el funcionamiento del cerebro humano. Funge como secretaria académica del Centro de Investigación y Estudios Avanzados, unidad Monterrey. Es la mujer transexual más visible en el mundo académico mexicano.

## Ámbito académico
Estudió Ingeniería Mecánica Electricista, dentro del área Electrónica en la Universidad Nacional Autónoma de México, en 1997. Su motivación nace de su curiosidad por el automovilismo, y su sueño de trabajar dentro de un equipo de la Fórmula 1 en el diseño de circuitos eléctricos.
Al terminar la licenciatura, continuó los estudios en Estados Unidos obteniendo una maestría en Ingeniería Electrónica y Ciencias de la Computación por la Universidad de Illinois en Chicago, en el año 2000. En el 2005 obtuvo el grado de doctorado en Bioingeniería por la misma universidad. Al término del doctorado realizó una estancia postdoctoral en el Instituto de Investigaciones en Matemáticas Aplicadas y en Sistemas de la UNAM, durante 2005-2006.
Trabaja como investigadora titular y desde 2015 es secretaria académica en el Centro de Investigación y de Estudios Avanzados (Cinvestav) del Instituto Politécnico Nacional en el campus de Monterrey, en Nuevo León.

## Líneas de investigación
Su trabajo de investigación se centra en el procesamiento estadístico de señales biomédicas. Trabaja también con las interfaces cerebro-computadora así como la interacción humano-máquina. Otros de sus proyectos de investigación incluyen el procesamiento de arreglos de transductores bioelectromagnéticos, la neurocognición, y la neurorretroalimentación.
Su curiosidad por estudiar lo relacionado con la actividad cerebral se debe a que en la adolescencia sufrió de ataques epilépticos, lo que la motivó a querer entender qué estaba pasando en su cerebro.

## Reconocimientos
A lo largo de su carrera ha sido reconocida en varias ocasiones por su nivel académico y trabajo de investigación.
- 1998 a 2001: Becaria Fulbright-García Robles para realizar sus estudios de posgrado en Estados Unidos.
- Desde 2005: Miembro del Instituto de Ingenieros Eléctricos y Electrónicos (IEEE). Miembro Senior desde 2014.
- Desde 2007: Miembro del Sistema Nacional de Investigadores. Nivel 1 SNI 1.
- Desde 2014: Miembro de la Sociedad de Ingeniería en Medicina y biología (EMBS)

## Vida personal
En el 2000 comenzó su proceso de transición hormonal en Estados Unidos contando con el apoyo psicológico de la Universidad de Illinois. Regresó a México como una persona andrógina, con el reemplazo hormonal muy avanzado. A partir de 2009 finalizó su transición de género. Desde ese año, dedica parte de su tiempo al activismo militante de manera individual con el propósito de crear mejores condiciones de vida para la comunidad gay, lesbiana, bisexual, transexual  e intersexual. Ha impartido pláticas enfocadas al empoderamiento de la comunidad LGBT+, mujeres en la ciencia, así como diversidad sexual y de género.